# Stadion am Schönbusch
Das Stadion am Schönbusch ist ein Fußballstadion in der unterfränkischen Stadt Aschaffenburg, Bayern. Die 1909 eingeweihte Sportstätte bietet 6620 Plätze. Es ist die Spielstätte des Regionalligisten Viktoria Aschaffenburg und wird auch von der American-Football-Mannschaft der Aschaffenburg Stallions als Austragungsort ihrer Heimspiele genutzt. Die Spielstätte wird seit 1909 genutzt und ist somit eine der traditionsreichsten und ältesten im deutschen Fußball.

## Geschichte
Die Geschichte des Stadions ist eng mit dem Fußballverein Viktoria Aschaffenburg verbunden. Die Viktoria war über Jahrzehnte Eigentümer des Grundstücks und der Bauten, bis finanzielle Nöte Anfang der neunziger Jahre den Verkauf notwendig machten. Doch auch wenn sich das Stadion heute im Besitz der Stadt Aschaffenburg befindet, werden noch immer von der Viktoria finanzierte Bauprojekte durchgeführt.

### Die Anfänge
Die Spielstätte am Schönbusch wurde am 23. Mai 1909 eingeweiht. Die Eröffnungsspiele gegen die erste und zweite Mannschaft des 1. Hanauer FC 1893 fanden vor 1200 Zuschauern statt und wurden 7:1 und 2:1 gewonnen. Die am 4. Mai 1921 eingeweihte Umkleidekabine mit Badräumen, die über Kalt- und Warmwasserversorgung verfügten, war zu diesem Zeitpunkt in Süddeutschland einmalig. Da in den zwanziger Jahren bereits einige Spiele mehr als 4000 Zuschauer an den Schönbusch lockten, wurde am 6. Mai 1923 die erste Tribüne im Stadion errichtet. Sie war aus Holz gefertigt und mit 400 Sitzplätzen bestückt. Im Zweiten Weltkrieg wurde die Tribüne zerstört, sowie das Spielfeld durch Bombentreffer beschädigt.

### Volles Haus am Schönbusch
Nach dem Zweiten Weltkrieg war durch die fehlende Tribüne sowie ohne Stehränge die Kapazität auf etwa 8000 Zuschauer begrenzt und wurde bei Spielen wie gegen den Club ausgereizt. Aus diesem Grund wurden Stehränge sowie eine neue Tribüne errichtet, was das Fassungsvermögen auf 12.000 Zuschauer ausdehnte. Aus dieser Zeit stammt der Zuschauerrekord des Stadions am Schönbusch, der auch heute noch Bestand hat: Auch eine eigens dafür errichtete Stahlrohrtribüne konnte am 11. November 1951 beim Spiel gegen die Cluberer nicht verhindern, dass der Ticketverkauf nach 18.000 Karten eingestellt werden musste. Ein in diesen Jahren oftmals fünfstelliger Zuschauerschnitt, beispielsweise durchschnittlich 13.000 Zuschauer pro Spiel in der Spielzeit 1952/53, füllten das Stadion regelmäßig fast bis an seine Grenzen. 1954 wurde die Zahl von 18.000 Zuschauern noch einmal erreicht – wieder mit dem 1. FC Nürnberg als Gegner.

### Der Schwarze Freitag und leere Ränge
Am Freitag, dem 22. August 1958 brannte die 700 Zuschauer fassende Haupttribüne infolge einer Brandstiftung ab, Inneneinrichtung und Sportausrüstungen wurden zerstört, das Spielfeld beschädigt. Die Tribüne wurde innerhalb von drei Wochen neu errichtet, das Spielfeld später durch den Verein mit Hilfe von Freiwilligen und US-Soldaten repariert. Mit dem Abstieg aus der Oberliga Süd 1959/60 und der folgenden Niederklassigkeit wurde die Kapazität des Stadions jahrzehntelang nicht mehr ausgeschöpft, auch wenn Regionalligaspiele gegen namhafte Gegner wie den TSV 1860 München oder den 1. FC Nürnberg zwischen 8.000 und 10.000 Zuschauer anlockten.

### Vorbereitungen und Umbauten für Liga zwei

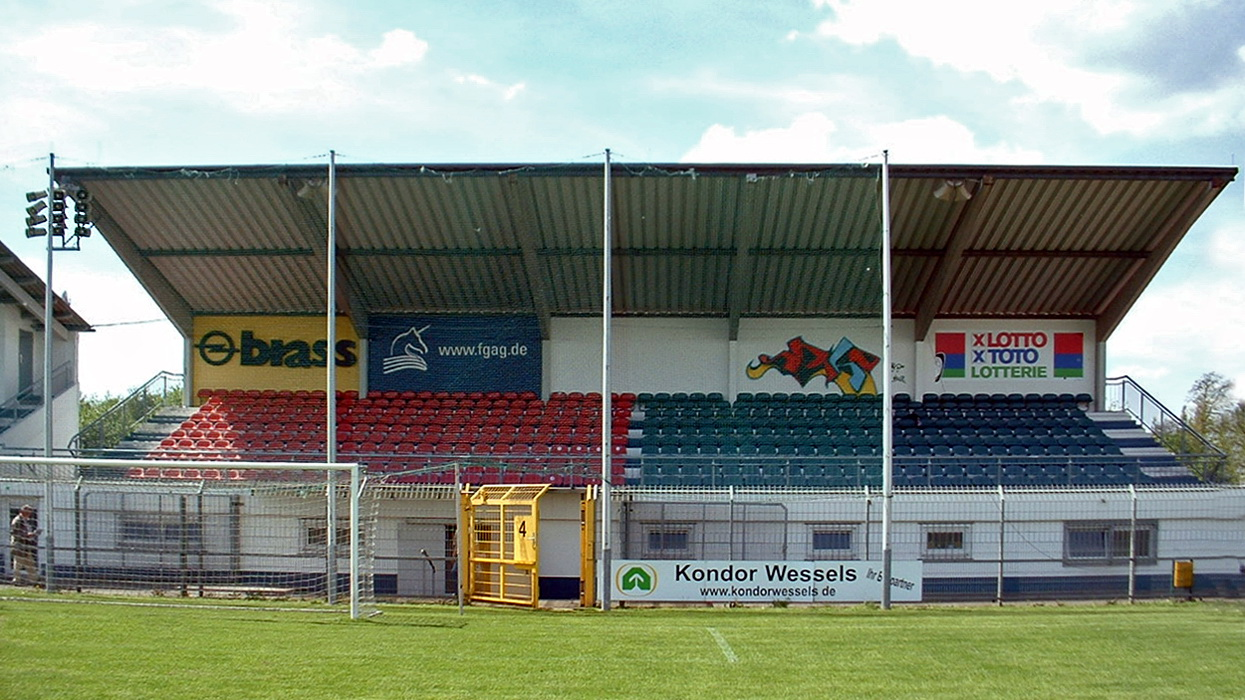
Die 1985 errichtete zweite Sitztribüne

1984 betrug das Fassungsvermögen des Stadions laut Aussagen des Bauaufsichtsamts 10.500 Zuschauer, von denen 650 auf der Tribüne Platz finden konnten. Um bei einem Aufstieg in die Zweite Bundesliga finanziell bestehen zu können, wurde die Sitzplatzkapazität durch eine neu errichtete Tribüne auf 1.200 überdachte Sitzplätze ausgeweitet. Der Neubau wurde nach fünf Wochen Bauzeit am 13. Mai 1985 eingeweiht, die Baukosten betrugen 500.000 Mark. Weitere 200.000 Mark wurden für den bundesligatauglichen Ausbau des Stadions aufgewandt. Vor der zweiten Zweitliga-Saison wurden 1986 die Stehränge saniert und mit Wellenbrechern versehen. Die Kosten von 47.000 DM übernahm die Stadt Aschaffenburg. 1986 waren nur drei der 38 Stadien der Ersten und Zweiten Bundesliga im Besitz der jeweiligen Vereine, darunter das Stadion am Schönbusch. Die übrigen Spielstätten waren in kommunaler Hand. Die durch die Investitionen von mehr als 700.000 DM angeschlagene Finanzsituation bewog die Viktoria, das Stadion an die Stadt Aschaffenburg zu verkaufen, um von dem Erlös eine weitere, 3.000 Zuschauer fassende Sitztribüne errichten zu können. Die Stadt lehnte das Angebot ab, obwohl sie durch Ankäufe bereits Eigentümerin von drei Vierteln des Grundstücks war. Nach dem erneuten Aufstieg in die Zweite Bundesliga 1989 wurde die noch heute im Einsatz befindliche elektronische Anzeigetafel installiert, sowie ein zweiter VIP-Raum unter der neueren Tribüne eingerichtet. Die Spende des Mäzens Alois Ammerschläger über 100.000 Mark erlaubte den Ausbau der Dusch- und Sanitärräume, den Einbau eines Entmüdungsbeckens, eines Schiedsrichter- sowie eines Büroraumes. Um die bisherigen Investitionen des Vereins zu begleichen, kaufte er das Stadion für 700.000 Mark und schenkte es der Stadt Aschaffenburg unter der Auflage, das gesamte Stadion zu erneuern.

### Die 90°-Wende
Unter dem Druck von Alois Ammerschläger entstanden erste Planungen für den Komplettumbau des Stadions: Eine Neuordnung der Stehränge, eine Tribüne auf der Gegengeraden sowie eine Flutlichtanlage sollten verwirklicht werden. Augenfälligste Änderung war die Drehung des gesamten Spielfeldes um 90°. So sollte sichergestellt sein, dass die Flutlichtmasten die Sichtachse zwischen dem Schlösschen im Park Schönbusch und dem Schloss Johannisburg nicht beeinträchtigen, was gegen die bayerische Schlösser- und Seen-Verordnung verstoßen hätte. Auf einer Skizze des Städtischen Planungsamtes war das Spielfeld von allen vier Seiten mit überdachten Steh- und Sitztribünen umgeben sowie von einer Flutlichtanlage umrahmt. Kurz vor der Aufstiegsrunde zur Zweiten Bundesliga begannen 1992 die Baumaßnahmen. Die Aufstiegsspiele fanden in einer um viele Plätze beraubten Baustelle vor jeweils nur rund 7.000 Zuschauern statt. Um den weiteren Umbau zu vollziehen, wurde das Stadion für ein Jahr gesperrt, die Viktoria trug ihre Spiele auf einem Sportplatz des Stadtteils Damm aus. Der erste Bauabschnitt war am 13. Juni 1993 vollendet, das erste Spiel im neuen Stadion trug die Viktoria am 3. September 1993 aus. Das nun um 90 Grad gedrehte Spielfeld erfüllte mit 105 × 70 Metern internationale Auflagen, die Kosten betrugen 1,5 Millionen Mark. Da die Viktoria den Aufstieg in die Zweite Bundesliga verpasst hatte und zudem für ein Jahr nur noch in der Landesliga spielte, wurde der geplante Bau der neuen Sitztribüne und der Flutlichtanlage auf unbestimmte Zeit verschoben, bis durch sportlichen Erfolg Bedarf danach entstünde.

### Die Einöde am Schönbusch
Durch die ausbleibende zweite Umbauphase blieb das Stadion in einem unfertigen, mit erheblichen Nachteilen behafteten Zustand bestehen: Aufgrund der Drehung des Spielfeldes wurden die einstigen Haupttribünen zu Hintertortribünen, der Verkauf von Sitzplatzkarten und somit ein wichtiger Teil der Einnahmen nahmen in den Folgejahren aufgrund der schlechteren Sicht signifikant ab. Der Verein bezifferte den Ausfall an Einnahmen auf 30.000 Mark pro Spielzeit. Weiterhin war eine Seite der Gegengeraden komplett verwaist: Hinter dem das Spielfeld umrandenden Zaun folgte auf gesamter Länge des Spielfeldes eine etwa vierzig Meter breite Schotterebene bis zur Außenbegrenzung des Stadions. Noch heute bedauern langjährige Zuschauer den Verlust der gedrängten Atmosphäre des alten Stadions. Durch die weitläufige freie Fläche hinter der Gegengeraden verloren sich die Schlachtrufe der Anhänger. Der damalige Mannschaftskapitän Thomas Biehrer sagte, beide Zustände des Stadions vergleichend: Früher, im alten Stadion, bekam man schon bei 1.500 Zuschauern eine Gänsehaut. Heute verläuft sich alles, es gibt keine Stimmung mehr. Die Stadt Aschaffenburg sah sich als Eigentümer trotz aller Proteste nicht in der Lage, die zweite Bauphase komplett durchzuführen: Zum einen seien weder die sportlichen Voraussetzungen erfüllt, die den weiteren Umbau rechtfertigten, noch habe die Stadt die dafür notwendigen finanziellen Mittel. Es blieb vorerst bei dem Bau zwölf neuer Kassenhäuschen – Kosten: Mehr als 320.000 Mark. Als erst 1997 wieder der Bau einer Tribüne auf der noch immer leerstehenden Gegengeraden erwogen wurde, sah die Planung keine 3.000 Zuschauer fassende Variante mehr vor, sondern nur eine verkürzte Tribüne mit einem Fassungsvermögen von 1.000 Zuschauern. Doch auch diese Planung wurde von der Stadt zwar angekündigt, jedoch nicht realisiert.

### Der Verein packt an: Die neue Haupttribüne

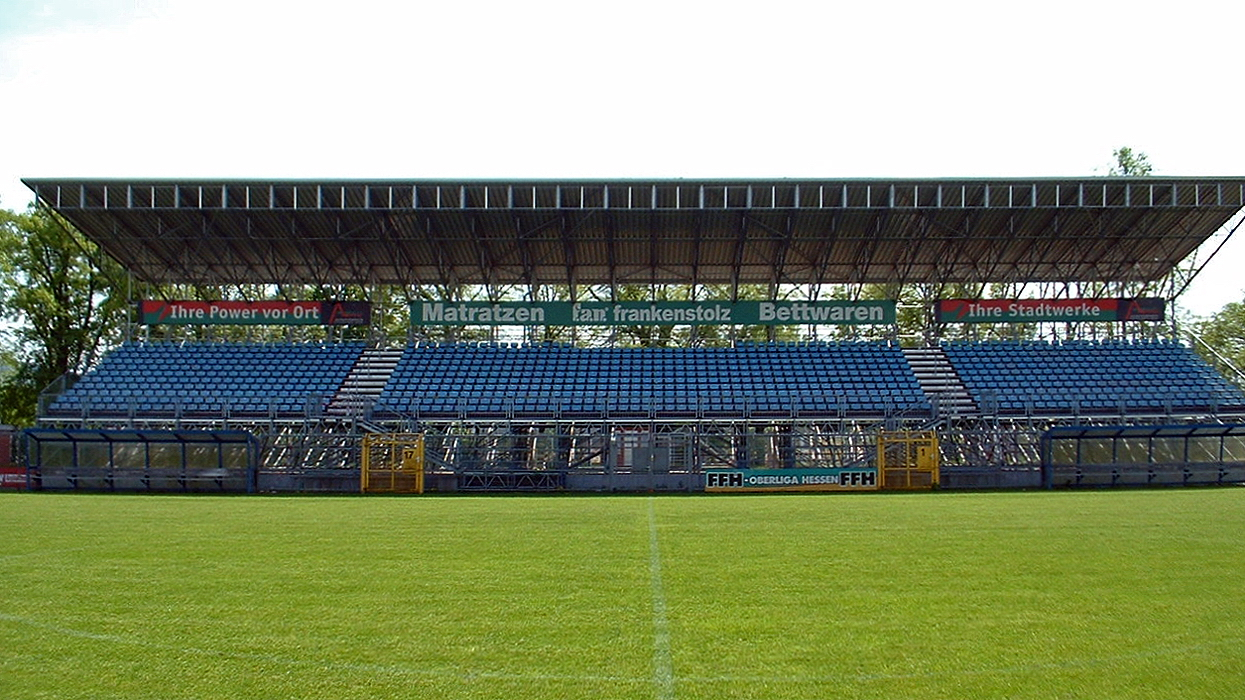
Die Haupttribüne

Da der Verein sich von der Stadt nicht unterstützt sah, baute die Viktoria mithilfe eines Werbepartners 1999 selbst eine überdachte Tribüne in Stahlrohrausfertigung in das städtische Stadion. Diese Behelfskonstruktion wurde für rund 20 Jahre Nutzung ausgelegt, ist 58 Meter lang und bietet knapp 1.100 Sitzplätze. Durch die Errichtung der Haupttribüne, sowie der Erweiterung der Stehränge auf einen Abschnitt der noch immer stellenweise freien Gegengerade wurde zumindest ein Teil der damals berüchtigten Atmosphäre des Stadions am Schönbusch wiederhergestellt.

### Das Stadion im neuen Jahrtausend

Übersichtsplan des Stadions

Die Stadt Aschaffenburg beziffert das Fassungsvermögen auf 6620 Zuschauer. Eine Seite der Gegengeraden, sowie eine Torseite sind mit Stehrängen samt Wellenbrechern versehen, wobei sich diese Stehränge auch auf ein Stück der anderen Gegengeraden erstrecken. Auf dieser Seite steht mit 1040 Sitzplätzen die überdachte Haupttribüne. Die andere Hintertorseite wird von zwei überdachten Tribünen mit 946 Sitzplätzen beherrscht. Die offizielle Anzahl an Sitzplätzen wird mit 1.986 angegeben. Unter den Hintertortribünen befinden sich die VIP- und Umkleideräume, einige Büroräume sowie die Stadionkneipe „Stadion Stüberl“. Dieses wird aktuell von der Stadt renoviert und soll zukünftig den Fanshop beherbergen. Das Spielfeld ist von einem Sicherheitszaun umgeben, der über etwa ein Dutzend Tore verfügt. Ein durch Gittertore gebildeter Tunnel erlaubt den Spielern und Offiziellen den sicheren Wechsel von den Spielerkabinen auf das Spielfeld. Es sind zwölf Kassenhäuschen an drei der vier Außenseiten des Stadions vorhanden, an zwei gegenüberliegenden Seiten des Grundstücks befinden sich insgesamt drei Gebäude mit WCs und Verpflegungsständen, sowie zwei kleineren Verkaufskiosken an einer Grundstücksseite zur Darmstädter Straße. Eine monochrome, zweizeilige Anzeigetafel informiert über Spielstand und Mannschaftsaufstellungen.
Nach der erfolgreichen Qualifikation zur neu gegliederten Regionalliga Süd begann die Stadt im Juli 2009 mit Umbaumaßnahmen im Stadion. Unter anderem wurden drei Zäune errichtet, die das zuvor komplett freibegehbare Gelände in mehrere Sektoren einteilen.
Das Stadion wird trotz des verpassten Aufstiegs der Viktoria Aschaffenburg in die dritte Liga weiter modernisiert. Im August 2021 wurde eine Flutlichtanlage mit 800 Lux installiert, was den Anforderungen an die dritte Liga gerecht wird.

## Fußball-Länderspiele
In Anerkennung für die gute Jugendarbeit des SV Viktoria Aschaffenburg vergibt der DFB in unregelmäßigen Abständen (Junioren-)Länderspiele an den Schönbusch. Höhepunkt war bisher ein Qualifikationsspiel zur Fußball-Weltmeisterschaft der Frauen 2003 der deutschen Frauen-Nationalmannschaft.

### Deutsche Frauen-Nationalmannschaft
| 18. April 2002, WM-Qualifikation |   |             |           |
| Deutschland                      | – | Niederlande | 6:0 (3:0) |

### Deutsche U-21-Nationalmannschaft
| 17. April 1984, Freundschaftsspiel |   |              |           |
| Deutschland                        | – | Griechenland | 0:0 (0:0) |
| 31. Mai 2000, Freundschaftsspiel   |   |              |           |
| Deutschland                        | – | Norwegen     | 2:2 (1:1) |

### Deutsche U-20-Frauen-Nationalmannschaft
| 15. Juli 2012, Freundschaftsspiel |   |          |           |
| Deutschland                       | – | Norwegen | 5:0 (2:0) |

### Deutsche U-19-Nationalmannschaft
| 14. September 2005, Freundschaftsspiel |   |          |           |
| Deutschland                            | – | Portugal | 2:0 (1:0) |

### Deutsche U-17-Nationalmannschaft
| 19. Oktober 2008, Freundschaftsspiel |   |          |           |
| Deutschland                          | – | Russland | 0:0 (0:0) |

## Kurioses
1993 musste das Spielfeld um 90° gedreht werden. Der Grund hierfür war die bayerische Schlösser- und Seen-Verordnung. Wäre eine Flutlichtanlage errichtet worden, hätten die Flutlichtmasten die Sichtachse zwischen dem Aschaffenburger Schloss Johannisburg und dem Gartenschloss Schönbusch beeinträchtigt. Durch die neue Anordnung ist dies nicht mehr möglich.